# Javon Hargrave
(en) Statistiques sur pro-football-reference
Javon DeAndre Hargrave, dit « Javon Hargrave », né le 7 février 1993 à Salisbury en Caroline du Nord, est un sportif professionnel américain de football américain jouant au poste de defensive tackle dans la National Football League (NFL) depuis la saison 2023 et pour la franchise des Vikings du Minnesota à partir de la saison 2025.
Il a joué auparavant au niveau universitaire pendant quatre saisons dans la NCAA Division I FCS pour les Bulldogs de l'université d'État de Caroline du Nord avant d'être sélectionné en 89e choix lors du 3e tour de la draft 2016 par la franchise des Steelers de Pittsburgh. Il y reste quatre saisons (2016-2019), et rejoint ensuite les Eagles de Philadelphie (2020-2022), les 49ers de San Francisco (2023-2024) puis les Vikings dès 2025.

## Biographie

### Carrière universitaire
Hargrave joue au niveau universitaire en NCAA Division I FCS avec les Bulldogs de South Carolina State pendant quatre saisons au cours desquelles il est sélectionné à deux reprises dans l'équipe type de la Mid-Eastern Athletic Conference (2014 et 2015),.

### Carrière professionnelle

#### Draft
Hargrave est sélectionné en 89e choix global lors du troisième tour de la draft 2016 de la NFL par la franchise des Steelers de Pittsburgh,.

#### Steelers de Pittsburgh
Hargrave signe le 10 juin 2016 son contrat rookie de quatre ans pour un montant de 3,114 millions de collars avec une prime à la signe ture de 693 000 dollars.
Il y reste pendant quatre saisons au cours desquelles il ne rate qu'un seul match.

#### Eagles de Philadelphie
Le 16 mars 2020, il signe un contrat de trois ans avec les Eagles de Philadelphie pour un montant de trente-neuf millions de dollars.
En 2021, il réalise un excellent début de saison obligeant les équipes adverses à abandonner une partie de la pression faite sur son coéquipier Fletcher Cox. Ses performances lui permettent d'être sélectionné pour le Pro Bowl 2022 en remplacement de Kenny Clark,. Il y rejoint ses coéquipiers Josh Sweat, Jake Elliott, Darius Slay et Jason Kelce.
Au terme de la saison 2021, il est considéré comme deuxième meilleur joueur NFL contre la passe à sa position mais un des moins bons contre la course. Il est de ce fait critiqué et en réaction, les Eagles sélectionnent lors de la draft 2022 de la NFL, Jordan Davis, considéré comme un spécialiste contre la course.

#### 49ers de San Francisco
Le 16 mars 2023, Hargrave, devenu agent libre, signe un contrat de quatre ans pour un montant de 84 millions de dollars avec les 49ers de San Francisco
Il termine la saison avec sept sacks, 44 plaquages (dont 25 en solo) et deux passes déviées en 16 matchs joués tous en tant que titulaire. Lors du Super Bowl LVIII perdu 22 à 25 en prolongation contre les Chiefs, Hargrave effectue un sack, recouvre un fumble adverse et totalise six plaquages.
Après trois matchs en 2024, Hargrave se déchire le triceps droit partiellement lors de la défaite contre les Rams, ce qui nécessite une opération chirurgicale mettant fin à sa saison.
Le 12 mars 2025, Hargrave est libéré par les 49ers.

#### Vikings du Minnesota
Le 12 mars 2025, Hargrave signe un contrat de deux ans pour un montant de 30 millions de dollars avec les Vikings du Minnesota.